# Diane Ladd
Diane Ladd (født 29. november 1935) er en amerikansk skuespiller, instruktør og forfatter.
Ladd har i løbet af sin skuespillerkarriere medvirket i over 120 roller i flere populære tv-shows og mini-serier i perioden 1958 - 2003, samt i flere store film, herunder Alice bor her ikke mere (1974), Vilde hjerter, Den vilde rose (1991), Ghosts of Mississippi, Primary Colors, 28 dage (2000) og American Cowslip (2008). Hun har været gift tre gange, og hun er mor til skuespiller Laura Dern, som hun fik sammen med sin tidligere mand, skuespiller Bruce Dern.
Ud over at sin nominering for en Oscar for bedste kvindelige birolle for sin præstation i Alice bor her ikke mere, var Diane Ladd også nomineret (igen i kategorien bedste kvindelige birolle) for både Vilde hjerter og Den vilde rose. I begge disse film spillede hun med sin datter Laura Dern. Der var en nominering til Laura Dern for en Oscar for bedste kvindelige hovedrolle for sin præstation i Den vilde rose. Denne dobbelte mor og datter nominering til Ladd og Dern for Den vilde rose var første gang i Oscaruddelingens historie, at det var sket. De blev også nomineret til to Golden Globe Awards samme år.
Ladd har også haft meget arbejde på teateret. Hun fik sin Broadway-debut på Carry Me back to the Morningside Heights i 1968. I 1976 spillede hun i skuespillet A Texas Trilogy: Lu Ann Hampton Laverty Oberlander, da hun modtog en nominel nominering til en Drama Desk Award.

## Filmografi
- De vilde engle (1966)